# Interleukina 22

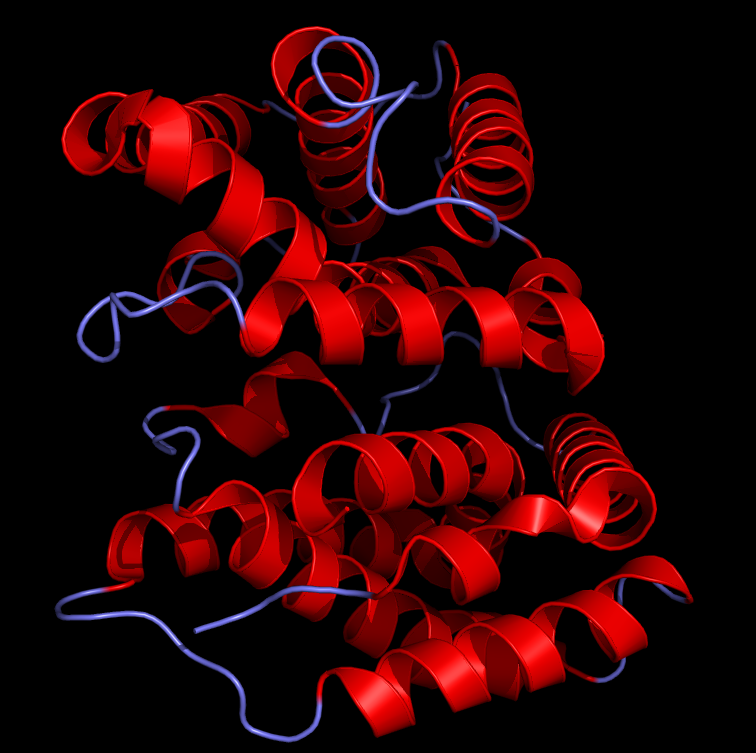
Struktura ludzkiej IL-22

Interleukina-22 (IL-22) – cytokina prozapalna, produkowana przez Limfocyty T, w tym limfocyty Th (Th1, Th17 i Th22) i limfocyty NKT oraz komórki NK i nieswoiste komórki limfoidalne. 

## Aktywność biologiczna
Bierze udział w odpowiedzi na infekcje, ma silne działanie prozapalne, indukuje białka ostrej fazy przez hepatocyty.  Aktywność biologiczna IL-22 inicjowana jest przez wiązanie się z receptorowym kompleksem powierzchniowym interleukiny-22, złożonym z łańcuchów IL-10R2 i IL-22R1. Występuje też jednołańcuchowe rozpuszczalne białko receptorowe interleukiny-22 (IL-22BP). 
Bierze udział w procesach naprawy tkanek. Stymuluje produkcję białek o działaniu przeciwbakterynym, np. defensyny β. Wykazuje działanie synergistyczne do IL-17 i TNF. Jej podwyższony poziom we krwi występuje w stanach zapalnych skóry, np. w przebiegu łuszczycy i atopowego zapalenia skóry. Przypuszcza się, że celem jej działania są komórki skóry, układu pokarmowego i oddechowego. W błonie śluzowej dróg oddechowych pobudza ona komórki nabłonka do produkcji chemokin. Wykazuje działanie synergistyczne do IL-17 i TNF.
Z badań na modelu mysim wynika, że IL-22 pobudza rozwój tkanki ludzkiego raka jelita grubego.

## Zastosowania medyczne
W trakcie badań są potencjalne terapeutyczne zastosowania IL-22 przy leczeniu takich chorób jak łuszczyca, wrzodziejącego zapalenia jelita grubego, choroby przeszczep przeciw gospodarzowi, niektórych infekcji i nowotworów, jak również chorób wątroby i trzustki.